# چهل منبر

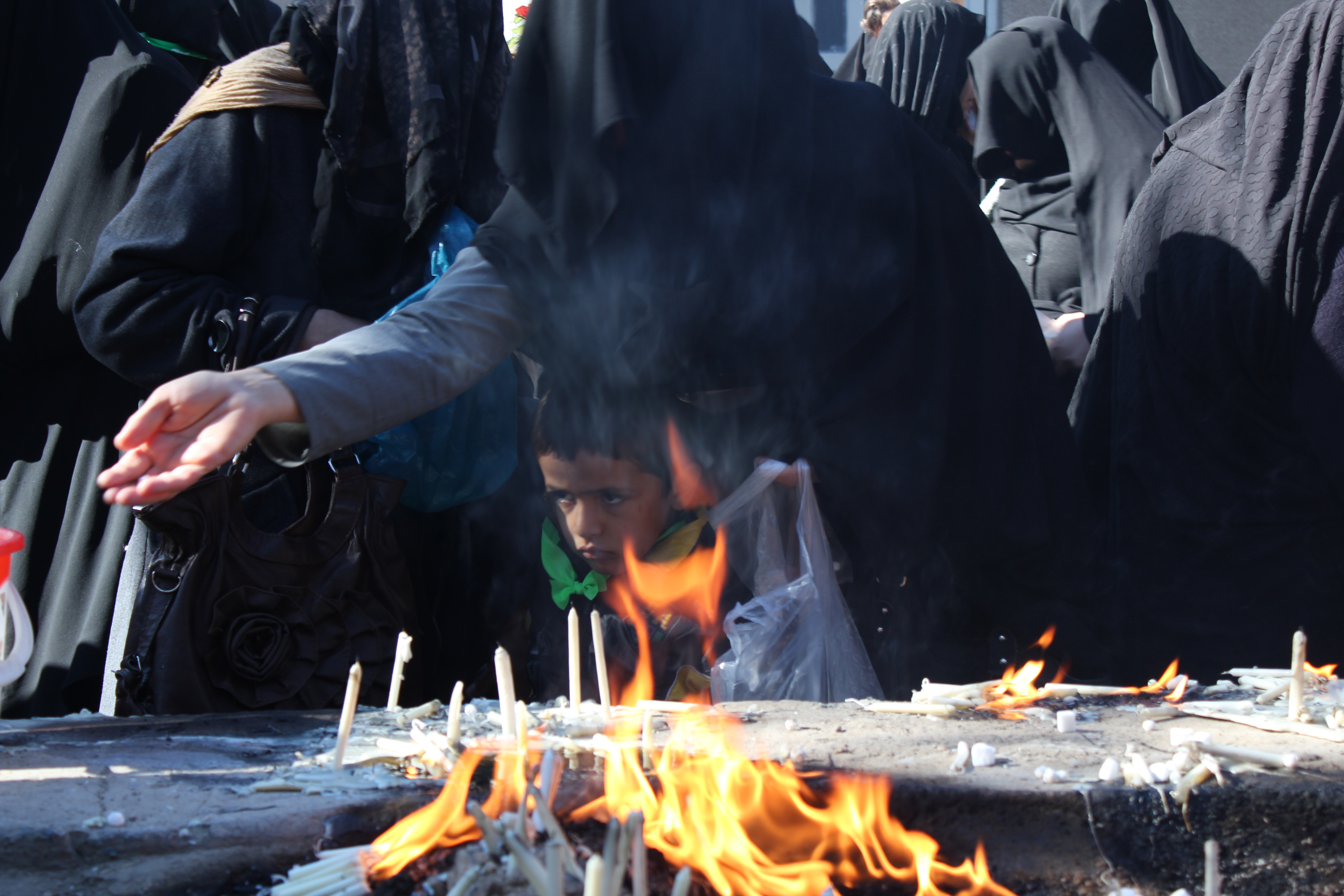
برگزاری آئین چهل‌منبر - عصر تاسوعا - بروجرد

چهل منبر یکی از آیینهای عزاداری عاشورا در ایران است که درخرم آباد، بروجرد، گرگان، اصفهان، لاهیجان و چند شهر دیگر برگزار می‌شود. آئین چهل منبری به‌عنوان یک اثر معنوی در فهرست آثار ملی کشور ثبت شده‌است؛ 
 و چهل منبر 
خرم آباد در فهرست آثار جهانی ثبت گردیده.
ناظم الاسلام کرمانی دربارهٔ این رسم نوشته‌است: «در آغاز، این رسم منحصر بود به همان دو منبری که در دههٔ عاشورا در محله رازون و صوفیون بروجرد روضه می‌خواندند، بعد هر جا منبری می‌گذاشتند تا مردم رویش شمع روشن کنند.
مهرداد اوستا از مشاهیر بروجردی مینویسد که «آیین چهل منبر در بروجرد مربوط به قبل از اسلام و در زمانی بود که از آتشکده جامع بروجرد در میدان جعفری فعلی که هنوز وجود دارد تا به آتشگاه چغا در هر ۱۰۰ گام یک منبر گذاشته و در آن آتش روشن می‌کردند برای آمرزیده‌شدن گناهان و چهلمین آن منبر بر تپه چغا بوده به نوعی فاصله چغا تا آتشکده که ۴ کیلومتر است ۴۰ تا آتش روشن میکردند.

## بروجرد
چهل منبر در بروجرد در نوع خود بی‌سابقه هست. چهل منبر در بروجرد در عصر تاسوعا و تا پاسی از نیمه شب ادامه دارد. این آیین معمولاً در محلات قدیم بروجرد همچون (صوفیون، قدقون، رازان، حافظیه، جعفری، یخچال) برگزار می‌شود که بیشتر در سقاخانه‌های محلات صوفیون و رازان است.
در این آیین زنان و مردان ضمن پوشاندن صورت‌هایشان به تکرار نام خدا و روشن کردن شمع به یاد کشتگان کربلا می‌پردازند. افرادی که نذر دارند بعد از آیین چهل منبر به آیین استکان(از دیگر رسوم مردم بروجرد) که در خانه تاریخی آقا معمولاً و در شب غروب تاسوعا برگزار می‌شود می‌روند.
در این آیین در بروجرد صاحب سقاخانه‌ها با شیرینی و شربت و گاهی چای در زمستان از که نذری هستند پذیرایی می‌شوند.
رسم بر این است که اولین شمع را در خانه تاریخی آقا روشن کنند و آخرین شمع را در امام زاده شاهزاده ابوالحسن روشن نمایند. بعد از گذاشتن ۴۰ تا شمع در چهل منبر معمولاً بعد از گرفتن حاجت در سال بعد ۴۱ عدد شمع می‌گذارند که اصطلاحاً ۴۱ منبر گفته می‌شود.
گاهی اوقات با پای برهنه و صورت پوشیده و با کسی نیز سخن نمی‌گویند البته بسته به نذر به چهل منبر می‌روند.
در مراسم چهل منبر در بروجرد هر سقاخانه بسته به نظر پذیرایی می‌کنند از منبرگزاران به بجز شیر بسته به رسم در هر سقاخانه هست، شربت شیرینی، چای، خرما،... پذیرایی می‌شود.
مراسم چهل منبر بروجرد به شماره ۳۲۶ در آثار ملی و به ثبت ملی رسیده.

## لاهیجان
مراسم چهل منبر در لاهیجان در این شهر، چهل منبر در شب تاسوعا و چند ساعت قبل از اذان مغرب در این شهر برگزار می‌شود. در این شب خانه‌هایی که در طی سال گذشته مراسم روضه برپا کرده بوده‌اند، منبر آن را در جلوی خانه قرار داده و مقداری برنج، مجمری از آتش و دو ظرف خالی کنارش می‌گذارند. پس از تاریکی هوا، حاجت‌مندان با ۴۰ شمع مخصوص رشته‌ای و ۴۰ دانه خرما از ۴۰ عدد از این منبرها می‌گذرند، در هر یک شمعی روشن می‌کنند، دانه‌ای خرما بر آن می‌گذارند و مشتی برنج از آن برداشته و برای ادای حاجتشان دعا می‌کنند.

## اصفهان
این مراسم در اصفهان و شهرضا تحت عنوان چهل و یک منبری شناخته می‌شود.